# Sofia de Jesus Cristo
A Sophia de Jesus Cristo é um dos muitos textos Gnósticos nos códices da Biblioteca de Nag Hammadi (códice III), descoberta no Egito em 1945. O título é algo misterioso[carece de fontes?], pois embora "Sophia" seja Sabedoria em grego, num contexto Gnóstico "Sophia" é a sizígia de Cristo [carece de fontes?].

## Origem
O manuscrito copta foi datado como sendo do século IV dC, embora tenha sido complementado por uns poucos fragmentos em grego datados do século III dC, implicando numa data anterior. O texto tem forte similaridade com a Epístola de Eugnostos, texto anterior no códice III, mas um pouco expandido e com uma "moldura" mais Cristã.
O debate sobre a data do texto é crítico, pois alguns argumentam que ele reflete o "verdadeiro relato dos ditos de Jesus", o que é possível apenas se o texto for datado no século I dC. Outros argumentam que ele é, de fato, consideravelmente mais novo e constitui uma fonte secundária e não confiável (na melhor das hipóteses um rumor post facto).

## Conteúdo
A maioria dos estudiosos argumenta que o texto é de origem Gnóstica, baseado nas similaridades entre os ensinamentos místicos encontrado no texto e os temas padrão dos Gnósticos. Fortemente místico, o conteúdo deste texto relata a criação de deuses, anjos e o universo com ênfase na verdade infinita e metafísica.
| “ | O Salvador perfeito disse: "[Você] Vem das coisas invisíveis até o fim daquelas que são visíveis e a emanação do Pensamento irá revelar a vocês como fé naqueles que são invisíveis foi encontrada naqueles que são visíveis, naqueles que pertencem ao Pai Ingênito [ou Não-Nascido]. Aquele que tiver ouvidos para ouvir, ouça! | ” |
|   | — Desconhecido, Sophia de Jesus Cristo. |   |

O texto é composto por treze questões dos discípulos (e de Maria), seguidas por breves discursos de Jesus dados em resposta :
1. Sobre a vaidade e futilidade da busca de Deus.
2. Como encontrar a Verdade apenas explicando o que ela não é.
3. Como a verdade foi revelada aos Gnósticos no início dos tempos.
4. Como é preciso despertar para ver a Verdade.
5. Sobre o início de tudo.
6. Como a humanidade chegou à Gnosis.
7. Sobre a posição de Jesus.
8. Sobre a identidade de Jesus.
9. Como o espírito se conecta ao mundo material.
10. Sobre o número de espíritos.
11. Sobre a imortalidade.
12. Sobre aqueles que são imateriais.
13. A questão final é sobre a origem da humanidade e qual o seu propósito.